# ریدینگ شمالی (ماساچوست)
ریدینگ شمالی، ماساچوست
ریدینگ شمالی (به انگلیسی: North Reading) شهرکی در شهرستان میدلسکس ایالت ماساچوست می‌باشد که در سال ۱۸۵۳ بنیان‌گذاری شده‌است. این شهرک در سرشماری سال ۲۰۱۰ میلادی، ۱۴٬۸۹۲ نفر جمعیت داشته‌است.